# Florence (Illinois)
Florence és una població dels Estats Units a l'estat d'Illinois. Segons el cens del 2000 tenia 71 habitants.

## Demografia
Segons el cens del 2000, Florence tenia 71 habitants, 30 habitatges, i 21 famílies. La densitat de població era de 137,1 habitants/km².
Dels 30 habitatges en un 16,7% hi vivien nens de menys de 18 anys, en un 50% hi vivien parelles casades, en un 16,7% dones solteres, i en un 30% no eren unitats familiars. En el 23,3% dels habitatges hi vivien persones soles el 13,3% de les quals corresponia a persones de 65 anys o més que vivien soles. El nombre mitjà de persones vivint en cada habitatge era de 2,37 i el nombre mitjà de persones que vivien en cada família era de 2,67.
Per edats la població es repartia de la següent manera: un 22,5% tenia menys de 18 anys, un 5,6% entre 18 i 24, un 22,5% entre 25 i 44, un 26,8% de 45 a 60 i un 22,5% 65 anys o més.
L'edat mediana era de 44 anys. Per cada 100 dones de 18 o més anys hi havia 89,7 homes.
La renda mediana per habitatge era de 20.000 $ i la renda mediana per família de 22.679 $. Els homes tenien una renda mediana de 19.000 $ mentre que les dones 20.625 $. La renda per capita de la població era de 9.878 $. Aproximadament el 8% de les famílies i el 15,1% de la població estaven per davall del llindar de pobresa.

## Poblacions més properes
El següent diagrama mostra les poblacions més properes.